# Tsuburaya Productions
Tsuburaya Productions – japońskie studio efektów specjalnych założone w 1963 roku przez reżysera Eiji Tsuburayę. Było ono prowadzone przez rodzinę twórcy do października 2007 roku, kiedy zostało sprzedane agencji reklamowej TYO Inc., od tego też roku jego siedziba mieści się w Hachimanyama w okręgu Segataya w Tokio. Jego najbardziej rozpoznawalnym dziełem jest Ultra Seria.

## Historia
Od czasu założenia w 1963 roku studio było odpowiedzialne za serie familijne z gatunku tokusatsu, z których najsłynniejsze to Ultraman (wraz z licznymi sequelami) oraz Kaiju Booska.
Logo firmy było oryginalnie wzorowane na logu z serialu Mighty Jack z 1968 roku i zostało zaprojektowane przez jego reżysera Tohru "Tohl" Naritę. W tym samym roku opuścił on jednak studio.
Na początku studio nosiło nazwę Tsuburaya Special Effects Productions (jap. 円谷特技プロダクション Tsuburaya Tokugi Purodakushon). W 1968 roku Tōhō zmusiło firmę do zmiany nazwy na prostszą Tsuburaya Productions. Zarząd Tōhō myślał, że Eiji Tsuburaya zachowuje się tak, jakby tylko on był w stanie tworzyć efekty specjalne; ponadto byli przekonani, że jego autorskie produkcje są konkurencją dla filmów i seriali tworzonych dla ich spółki. Mimo dużego wpływy Eiji na Tōhō obydwie firmy nie doszły ze sobą do porozumienia aż do śmierci reżysera w 1970 roku.
Jednym z najnowszych projektów studia jest Ultra N-Project (Ultraman the Next oraz Ultraman Nexus) luźno bazujące na koncepcie powstałym przed produkcją Ultra Q, ale nigdy nie zekranizowanym.

## Przejęcie
W październiku 2007 roku ze względu na wysokie koszty produkcji rodzina Tsuburaya sprzedała firmę agencji reklamowej TYO Inc. W tym samym roku Bandai, będące w posiadaniu licencji na marki z Ultra Serii, zakupiło 33,4% akcji, a dwa lata później kolejne 15,6%. W efekcie przejęć stare biuro firmy – Kinuta – zostało wyburzone, a spółka przeniosła się w nowe miejsce. Wnuk Eiji Tsuburayi, Kazuo, pozostał w firmie jako członek rady nadzorczej.
W 2010 roku producent pachinko Fields Corporation wykupił od TYO 51% akcji stając się wraz z Bandai (49% akcji) współwłaścicielem studia.